# بوليط
البوليط أو بوليتاس ويسمى أيضاً الهزنوع (الاسم العلمي: Boletus) هو جنس من الفطريات يتبع الفصيلة البوليطية من رتبة البوليطيات.